# Marc Gratidi (llegat)
Marc Gratidi (en llatí Marcus Gratidius) va ser legat de Quint Tul·li Ciceró en el seu govern de la província d'Àsia. Era probablement net de Marc Gratidi d'Arpinium.
És possible que fos el mateix personatge de nom M. Gratidi mencionat per Ciceró com a tribú de la plebs l'any 57 aC, cosa perfectament possible, però el nom Gratidius no consta en cap altre lloc entre els tribuns de la plebs d'aquell any. Podria ser una falsa lectura del text de Ciceró.